# Kuźnica Zbąska
Kuźnica Zbąska – wieś w Polsce położona w województwie wielkopolskim, w powiecie grodziskim, w gminie Rakoniewice.
Przez wieś przepływa rzeka Dojca i przebiega droga wojewódzka nr 305. Kuźnica Zbąska jest położona wśród lasów. Na zachód od wsi leży należące do Bruzdy Zbąszyńskiej Jezioro Kuźnickie (76 ha, maks. głębokość 13,2 m), nad którym znajduje się kilka ośrodków wypoczynkowych.

## Historia
Miejscowość jest znana już od 1456 roku. Dawna nazwa wsi to Hamernia Borujska, wytapiano w niej wtedy żelazo z rudy darniowej. Obok niej powstała w XVIII wieku osada olęderska. Kuźnia była napędzana wodą Dojcy. Na terenie byłego dworskiego parku znajduje się wzniesiony w 1968 r. pomnik ku czci 12 nieznanych osób rozstrzelanych tam we wrześniu 1939 r. przez hitlerowców. W latach 1975–1998 miejscowość administracyjnie należała do województwa poznańskiego.

## Zabytki i turystyka
W Kuźnicy Zbąskiej przetrwał zespół zabytkowych szachulcowych domów z pocz. XIX wieku. Podlegające ochronie stodoła i piec chlebowy przy posesji nr 23 nie zachowały się. We wsi rośnie kilka pomnikowych buków.
Przez Kuźnicę Zbąską przebiega żółty szlak pieszy ze Sławy poprzez Wolsztyn do Nowego Tomyśla.